# Kiyoshi Tomii
Pour les articles homonymes, voir Tomii.
Kiyoshi Tomii (富井 清, Tomii Kiyoshi), né le 28 mars 1903 dans la préfecture de Mie et mort le 19 mai 1974 dans l'arrondissement de Fushimi de la ville de Kyoto, est un fonctionnaire, médecin, joueur de shakuhachi et homme politique japonais, maire de Kyoto de 1967 à 1971.
En tant que joueur de shakuhachi, il a été une figure influente de l'école Tozan de shakuhachi et de la pratique de l'instrument à Kyoto. Il était connu sous le nom Tomii Shunzan (富井 舜山, Tomii Shunzan).

## Biographie
Kiyoshi Tomii naît le 28 mars de la 36e année de l'ère Meiji (1903) dans la préfecture de Mie. En 1925, après avoir obtenu son diplôme de la faculté de médecine de l'université de médecine de Kanazawa (ja),, il est embauché par l'université préfectorale de médecine de Kyoto, et y travaille en tant que professeur adjoint,. Il devient par la suite chef des conseillers de l'Association médicale de la préfecture de Kyoto (ja) en 1949, puis directeur de la même association en 1962,,. Il est ensuite nommé directeur de la comission de la sécurité publique de la préfecture de Kyoto (ja),,. Il reste directeur de l'Association médicale de la préfecture de Kyoto jusqu'en 1969.
Le 8 janvier 1967, le maire de Kyoto Seiichi Inoue meurt en fonction. Tomii se présente donc aux élections municipales organisées le 26 février de la même année. Candidat inépendant, il est recommandé par le Parti communiste et le Parti socialiste, ainsi que le Conseil citoyen de Kyoto (民主革新会議) et l'association médicale préfectorale,. Sa campagne met l'accent sur l'accès à la santé, notamment car le pays connaît une crise de l'assurance-santé, la préservation des traditions culturelles, le développement d'une économie locale et une refonte de l'administration à l'hôtel de ville. Le lendemain, il est annoncé le vainqueur, battant son adversaire Masafumi Yasugi, l'ancien directeur du Bureau des transports de Kyoto, qui était soutenu par le Parti libéral-démocrate et le Parti démocrate socialiste,. Il prend fonction le 28 février.
En tant que maire, Kiyoshi Tomii a adopté de nombreuses mesures progressistes axées sur le bien-être, comme l'introduction d'un programme d'entraide pour les personnes souffrant d'un handicap physique ou mental, première pour une ville au Japon. Il ouvre aussi le premier centre pour les sourds et les malentendants au Japon. Avec le gouverneur de la préfecture de Kyoto de l'époque Torazō Ninagawa (ja), il introduit un système de prêts sans garantie, qui s'est plus tard répandu à l'échelle nationale. En 1970, il rencontre l'opposition du Parti communiste, au pouvoir, dans sa tentative d'introduire un projet de refonte du système des transports qu'il avait soumis au conseil municipal (ja). Le projet prévoyait notamment l'abolition de l'ancien tramway de Kyoto (de), qui n'était plus rentable, et utiliser les fonds pour augmenter les salaires de base. Il était impopulaire, dû à l'augmentation des tarifs des transports en commun qu'il engendrerait, et est rejeté par le conseil municipal. Tomii tombe malade le 5 septembre de la même année, et à la séance ordinaire du conseil municipal du 28 septembre, c'est son maire adjoint Motoki Funahashi qui assure l'intérim.
Outre sa carrière de médecin et de maire, Kiyoshi Tomii est aussi un joueur reconnu de shakuhachi, type de flûte en bambou,. Tomii était connu sous le nom Tomii Shunzan (富井 舜山),. Il apprend à jouer de l'instrument lui-même à l'âge de 17 ans,. Il devient disciple des joueurs Nakao Tozan (en) et Fujii Ryūzan (藤井 隆山) de l'école Tozan en 1921,,. Il reçoit le titre d'Okuden (奥伝) en 1924, le titre de Shihan (師範) en 1931, puis le titre de Daishihan (大師範) en 1937,,. Ayant appris dans l'école Tozan, il œuvre à expandre l'école, ayant notamment eu comme disciple Miyoshi Genzan (三好 芫山), Izumi Hōzan (泉 寶山) et Koyama Seizan (ja) (小山 菁山),,. Il est devenu à Kyoto une figure importante du sankyoku, faisant aux trois instruments du shamisen, du koto et du kokyū,.
Il ne se représente pas aux élections municipales de 1971 à l'échéance de son mandat le 25 février 1971 et se retire de la politique. Il meurt d'une bronchopneumonie aigüe le 19 mai 1974 dans sa résidence de l'arrondissement de Fushimi, à l'âge de 71 ans,. Son fils Tomii Renzan (富井 輦山) est aussi un joueur de shakuhachi.

## Résultats électoraux
| Inscrits                 | Inscrits                 | Inscrits                 | 908 728   |             |  |  |
| Abstentions              | Abstentions              | Abstentions              | 420 292   | 46,25 %     |  |  |
| Votants                  | Votants                  | Votants                  | 488 436   | 53,75 %     |  |  |
|                          |                          |                          |           |             |  |  |
| Bulletins enregistrés    | Bulletins enregistrés    | Bulletins enregistrés    | 488 436   |             |  |  |
| Bulletins blancs ou nuls | Bulletins blancs ou nuls | Bulletins blancs ou nuls | 2 938     | 0,6 %       |  |  |
| Suffrages exprimés       | Suffrages exprimés       | Suffrages exprimés       | 485 498   | 99,4 %      |  |  |
|                          |                          |                          |           |             |  |  |
|                          | Candidat                 | Parti                    | Suffrages | Pourcentage |  |  |
|                          | Kiyoshi Tomii (élu)      | Indépendant              | 253 200   | 52,15 %     |  |  |
|                          | Masafumi Yasugi          | Indépendant              | 232 298   | 47,85 %     |  |  |